# Reşit Karabacak
Reşit Karabacak (Erzurum, 5 de julio de 1954 – Bursa, 19 de noviembre de 2020)  fue un deportista turco que compitió en lucha. 

## Carrera deportiva
En el Campeonato Europeo de Lucha (categoría de 74 kg), obtuvo la medalla de plata en 1977 y la medalla de bronce en 1978. Después volvió a participar en el mismo campeonato, pero en la categoría de 82 kg en 1983 (obtuvo la medalla de oro), y en la categoría de 90 kg en 1985 (obtuvo medalla de bronce) y 1987 (obtuvo medalla de bronce).
Karabacak falleció el 19 de noviembre de 2020, a la edad de 66 años, a causa de complicaciones por COVID-19.